# Natri tartrat
Natri tartrat (Na2C4H4O6) được sử dụng làm chất nhũ hóa và tác nhân liên kết trong các sản phẩm thực phẩm như thạch, bơ thực vật và vỏ xúc xích. Là một phụ gia thực phẩm, nó được biết đến bởi số E E335.
Bởi vì cấu trúc tinh thể của nó ngậm một lượng nước rất chính xác, nó cũng là một tiêu chuẩn chính phổ biến cho chuẩn độ Karl Fischer, một kỹ thuật phổ biến để kiểm tra hàm lượng nước. 

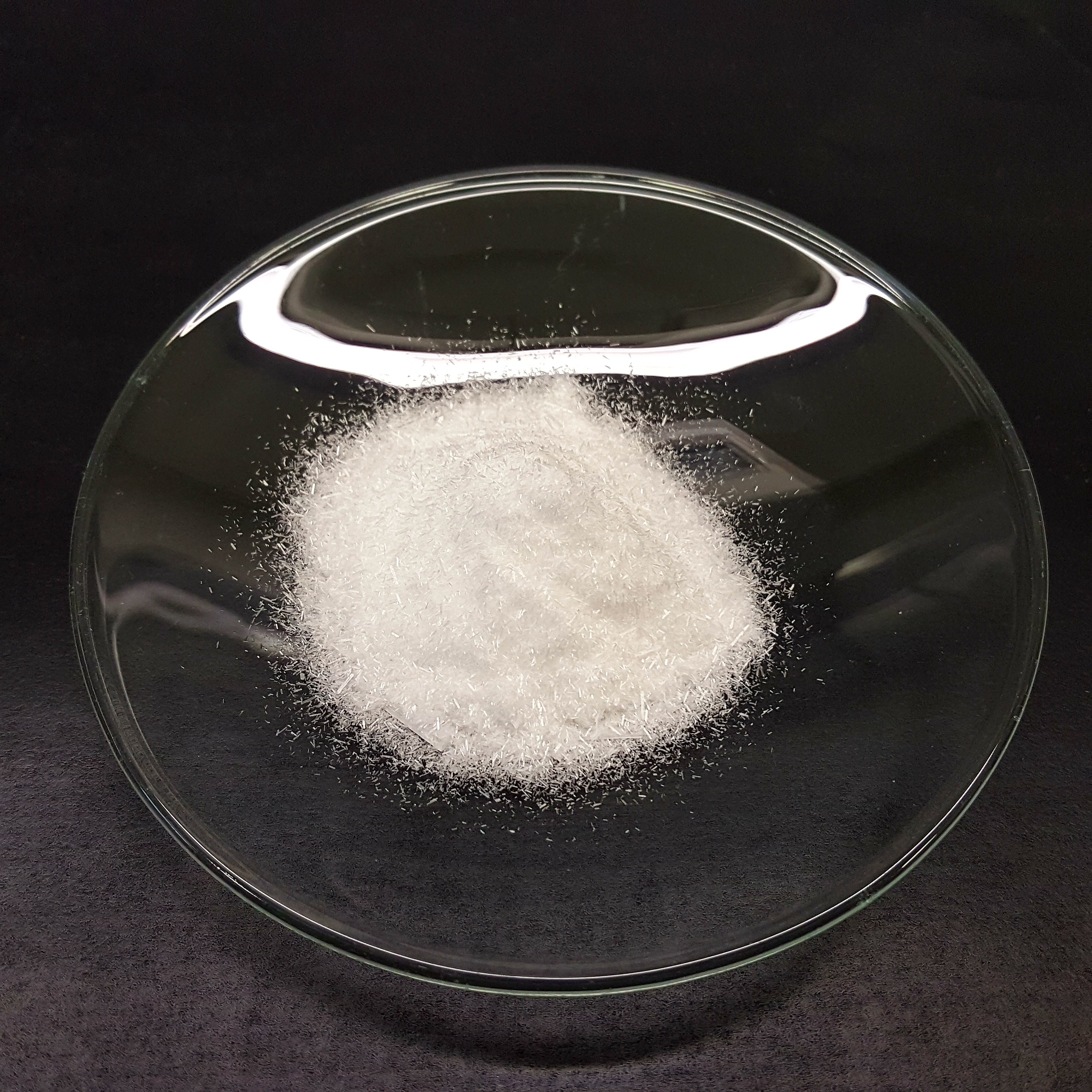
Dinatri tartrat dihydrat